# 何裔芳
何裔芳（?—?），字嘉趙，號平楚。清朝政治人物。
康熙五十三年甲午副榜第一，擔任代州（今山西）通判。為官清廉，兩袖清風。